# Истмен, Макс
Макс Форрестер И́стмен (англ. Max Forrester Eastman; 4 января 1883, Канандаига, штат Нью-Йорк, США — 25 марта 1969, Бриджтаун, Барбадос) — американский журналист, писатель, поэт, литературный критик и радикальный политический активист. Первоначально социалист, троцкист и один из ведущих представителей Гарлемского ренессанса, под конец жизни стал антикоммунистом.

## Биография
Родители Макса Истмена, Сэмюэль Элайджа Истмен и Эннис Берта Форд, были конгрегационалистами; его мать даже была в числе первых женщин, рукоположённых в сан священнослужителей в 1889. Другом семьи был Марк Твен. Сестра Макса, Кристал Истмен также стала активисткой феминистического, социалистического и антивоенного движений.
Образование Истмен получил в колледже Уильямса в Уильямстауне (штат Массачусетс), который окончил в 1905. Был учеником Джона Дьюи. Затем на протяжении четырёх лет преподавал логику и философию в Колумбийском университет. Параллельно с преподаванием в университете активно включается в социалистическое движение; в 1910 участвует в создании первой мужской лиги в поддержку суфражистского движения, требовавшей предоставления равных прав женщинам. Тогда Истмен подумывал о женитьбе на суфражистке Инес Милхолланд, но в итоге они остались друзьями. В 1911—1922 годах был женат на другой радикальной активистке, Иде Рау.
Успешно проявив себя в публицистике, вскоре приступил к изданию радикального журнала «Массы» (The Masses) — признанной политической и культурной трибуны левых сил. Среди прочих, в журнале сотрудничали Боурдмен Робинсон, Джон Френч Слоун, Джордж Уэсли Беллоуз и Артур Генри Янг, чьи сатирические карикатуры сделали его одним из известнейших политических изданий в США. Редакторы журнала, включая Макса Истмена, дважды привлекались к суду в 1918 за разоблачение ими империалистического характера Первой мировой войны в свете вступления в неё на стороне Антанты Соединённых Штатов Америки. Впоследствии Истмен редактировал и издавал журнал сходного характера «Освободитель» (The Liberator). Известно, что он активно пропагандировал «Письмо к американским рабочим» Ленина.
В 1922 Макс Истмен выехал в Советскую Россию, чтобы поближе познакомиться с построением социализма. За время пребывания в Советском Союзе женился на Елене Крыленко, сестре члена Верховного революционного трибунала при ВЦИК Николая Васильевича Крыленко. Наблюдая за борьбой за власть в последние годы и непосредственно после смерти В. И. Ленина, Истмен стал сторонником Льва Троцкого и противником Иосифа Сталина. В 1924 именно ему было передана копия «Письма к съезду» Ленина с целью опубликовать его на Западе. В передаче Истмену ленинских документов подозревали Н. Крупскую и Троцкого. В сокращённом виде оно было напечатано Истменом в эссе «С тех пор, как умер Ленин» (Since Lenin Died, 1925). Считая, что предназначение Октябрьской революции было извращено бюрократией и аппаратчиками в советском руководстве, Истмен отказался оставаться в СССР и возвратился в США.
В ряде книг и публикаций, изданных в 1920-е и 1930-е годы, Истмен выступал с троцкистских и антисталинистских позиций, критически оценивая общественно-политическое и социально-экономическое развитие Советского Союза. К ним принадлежат следующие труды: «С тех пор, как умер Ленин» (Since Lenin Died, 1925), «Художники в униформе» (Artists in Uniform, 1934), «Конец социализма в России» (The End of Socialism in Russia, 1937), «Сталинская Россия и кризис социализма» (Stalin’s Russia and the Crisis in Socialism, 1939). Будучи одним из признанных представителей в США левой оппозиции сталинизму, Истмен перевёл в 1932 «Историю русской революции» Л. Д. Троцкого на английский язык. Однако уже тогда Троцкий критиковал своего американского последователя за тенденции, которые приведут его к разрыву с левой идеей, в частности, за «систематическую борьбу против материалистической диалектики» и перевод последней «на язык вульгарного эмпиризма».
С 1941 Макс Истмен был редактором «Ридерс дайджест» (The Reader’s Digest), где он писал статьи, посвящённые буквально всем интересовавшим его темам. Однако к этому моменту он отошёл от коммунистического движения, а в 1950-е годы даже принял активное участие в маккартистской кампании, став одним из главных свидетелей против американских коммунистов, за что был подвергнут критике своими бывшими соратниками.
Помимо книг на политические темы, Истмен оставил также целый ряд художественных произведений, включая «Радость смеха» (Enjoyment of Laughter; 1936) и «Радость поэзии» (Enjoyment of Poetry), выдержавшую 23 издания на протяжении 1913—1948, а также две автобиографические книги — «Радость жизни» (Enjoyment of Living, 1948) и «Любовь и революция: Моё путешествие по эпохе» (Love and Revolution: My Journey Through an Epoch, 1965).

## Произведения Истмена
- Enjoyment of Poetry, 1913
- Child of the Amazons, 1913
- Journalism Versus Art, 1916
- Color of Life, 1918
- The Sense of Humor, 1921
- Leon Trotsky: The Portrait of a Youth, 1925
- Since Lenin Died, 1925
- Marx and Lenin: The Science of Revolution, 1926
- The Literary Mind: Its Place in an Age of Science, 1931
- Artists in Uniform, 1934
- Art and the Life of Action, 1934
- Enjoyment of Laughter, 1936
- От царя к Ленину, 1937
- Stalin’s Russia and the Crisis in Socialism, 1939
- Marxism: Is It a Science?, 1940
- Heroes I Have Known, 1942
- Enjoyment of Living, 1948
- Reflections on the Failure of Socialism, 1955
- Great Companions: Critical Memoirs of Some Famous Friends, 1959
- Love and Revolution: My Journey Through an Epoch, 1964
- Seven Kinds of Goodness, 1967